# Schloss Schlawa

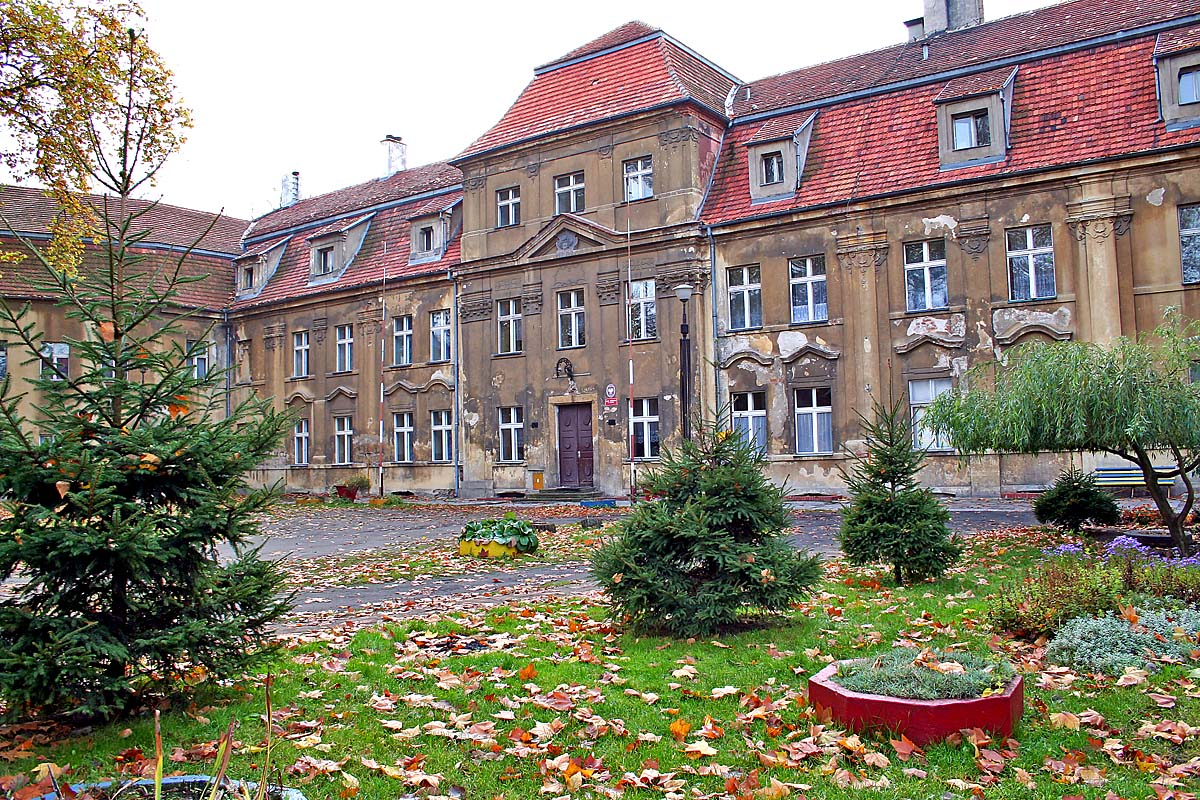
Schloss Schlawa

Schloss Schlawa (polnisch Pałac w Sławie) befindet sich in Sława (Schlawa), im Powiat Wschowski (Kreis Fraustadt) in der Woiwodschaft Lebus in Polen. Historisch lag das Schloss im  Herzogtum Glogau.

## Geschichte
An der Stelle des späteren Schlosses entstand im 14. Jahrhundert ein Festes Haus, das als Sitz eines herzoglichen Hofbeamten diente. Unter den Herren von Rechenberg, die Schlawa bereits 1458 erworben hatten, wurde um 1570 eine vorher bestehende mittelalterliche Burg zu einem Schloss ausgebaut. Nach Brandzerstörung errichteten die ursprünglich aus den Niederlanden eingewanderte Familie Barwitz von Fernemont 1732 bis 1735 ein neues Barockschloss. Für den Besitz wurde von ihnen bereits 1667 durch Johann Franz von Barwitz ein Familienfideikommiss gestiftet. Die Grafen von Fernemont traten auch in preußischen Dienste und wurden Regierungsräte und Kammerherrn, so auch Franz Graf von Fernemont († 1847). Im Jahr 1858 war Karl (Carl) Graf von Fernemont (* 1817) Eigentümer von Schloss und Herrschaft Schlawa, Sohn des Vorgenannten und verheiratet mit der bürgerlichen Emilie Friedrike Wilde († 1878), das Ehepaar blieb kinderlos. Um 1873 wurde ein Graf E. von Fernemont auf Schloss Schlawa genannt. 1885/1886 gehört der Herrensitz den Graf von Fernemont`schen Erben.
Zwischen 1886 und 1945 war die mährische Linie der von Haugwitz Besitzer, u. a. um 1893 Anna Gräfin von Haugwitz, Kurt Graf von Haugwitz und der Politiker Heinrich Graf von Haugwitz, die das Anwesen als Nebengut betrieben und Schloss Krappitz als Hauptwohnsitz nutzten. Nacherbe wurde der häufig im Ausland weilende Enkel Curt Graf von Haugwitz, geboren 1895 und in seiner ersten Ehe mit der Woolworth-Erbin Barbara Hutton zusammen, die wiederum später u. a. mit Cary Grant verheiratet war. Graf Haugwitz ältester Sohn aus dieser Ehe, Lance (Graf Haugwitz)-Reventlow, stand in keinem Bezug mehr zu Krappitz und Schlawa. In zweiter Ehe verband sich Haugwitz 1947 mit der US-Amerikanerin Margaret Astor Drayton, Sohn Richard Graf Haugwitz.
Während des Zweiten Weltkriegs war im Schloss eine Außenstelle des Reichssicherheitshauptamts untergebracht. Ab 1943 waren politisch verbotene Bibliotheksbestände, u. a. aus beschlagnahmten Beständen von Freimaurerlogen, im Schloss untergebracht, die nach Kriegsende von der nun polnischen Verwaltung nach Posen gebracht wurden, wo sie heute eine der größten Masonica-Sammlungen bilden.
Infolge des Zweiten Weltkriegs fiel Schlawa 1945 zusammen mit dem größten Teil Schlesiens an Polen. Wegen der starken Kriegszerstörungen in der Stadt Glogau wurden deren Kreisverwaltung und ein Gymnasium für kurze Zeit im Schloss Schlawa untergebracht. Ab 1957 wurde das Schloss zu einem Kinderheim umgebaut. Seit 2006 sind Schloss und Schlossgarten in Privatbesitz. Der angrenzende Landschaftspark ist öffentlich zugänglich.

## Bauwerk

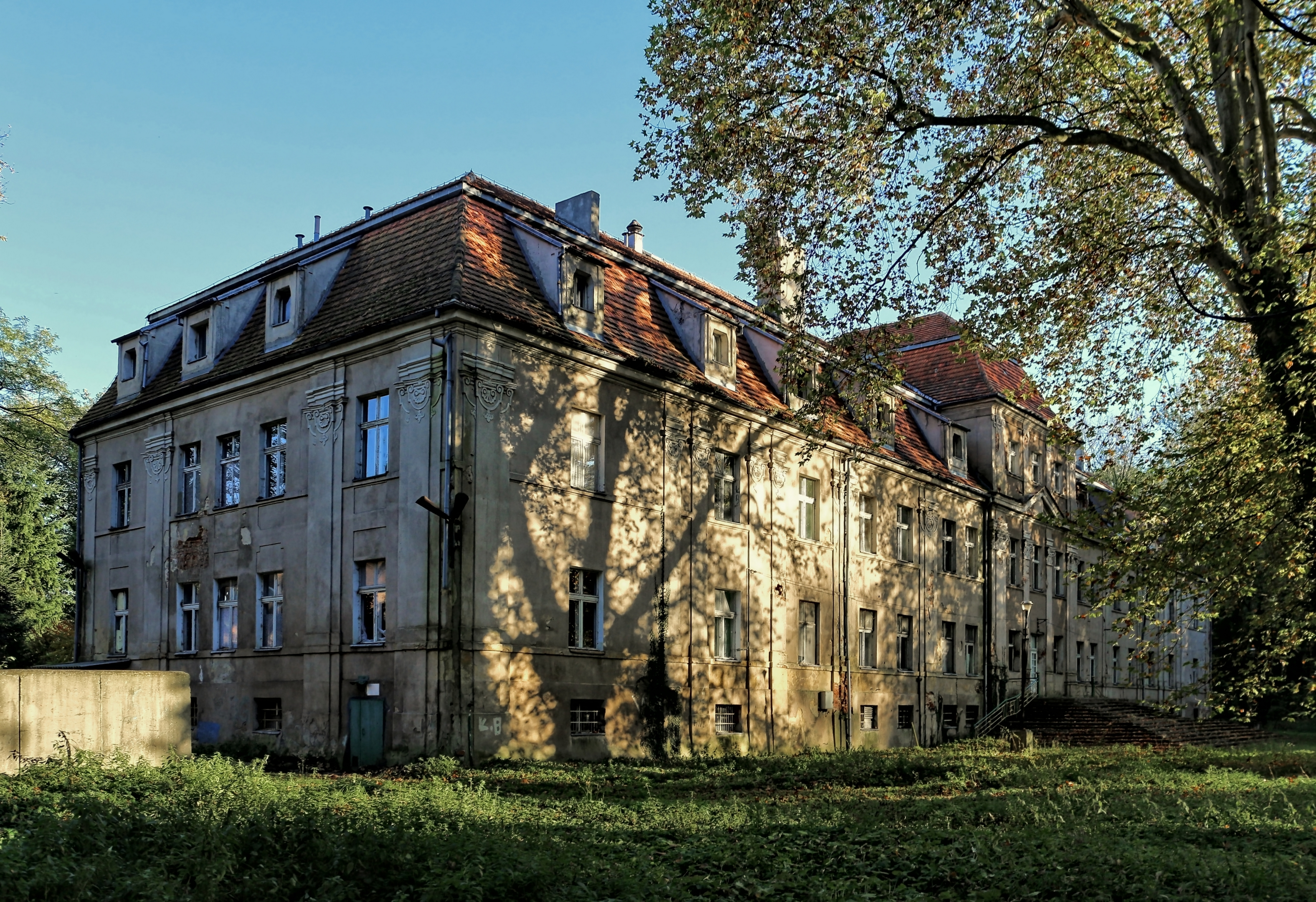
Parkseite

Das zweigeschossige Schloss wird von einem pavillonartigen Mittelrisalit betont. Der Bau ist mit einem Mansardwalmdach gedeckt, der Hauptflügel von Kolossalpilastern gegliedert. Der schräg ansetzende Südflügel öffnet sich zur Stadt. Am barocken Einfahrtstor befand sich eine Figur des böhmischen Landesheiligen Johannes Nepomuk.

## Schlossgarten
Um 1750 war der Garten auf quadratischer, von einer Mauer umgrenzten Fläche zwischen Schloss und See gestaltet und durch ein von einem Fontänenbecken betontes Wegekreuz in vier Ziergärten geteilt. Heute erinnert eine Wiesenfläche mit Platanen an den Barockgarten, eine Lindenallee geht möglicherweise auf barocke Hecken zurück. Der 1854 vom Gartenarchitekten Eduard Petzold entwickelte Entwurf zur Umgestaltung und Erweiterung zu einem Landschaftspark wurde vermutlich nur teilweise umgesetzt. Nachdem die gräfliche Verwaltung den See für Wassersport freigegeben hatte, wurde in den 1920er Jahren der Park auf das nordöstliche Seeufer ausgeweitet. 1935 fand eine Besichtigung innerhalb der Jahresversammlung der Deutschen Dendrologischen Gesellschaft (DDG) statt.